# جزیره آرزوها
مجموعه جزیره آرزوها (به انگلیسی: Total Drama Island که گاهی به اختصار با TDI خوانده می‌شود)، انیمیشن سریالی محصول کشور کانادا که با ته مایه‌های هجو-کمدی مجموعه‌های واقع نمایانه تولید شده و به اکثر زبانهای زنده ترجمه و در کشورهای زیادی نوبت پخش دارد. این نمایش و فصل‌های بعدی آن به مجموعه اصلی آرزوهای بزرگ مرتبط است. برای اولین بار شبکه کابلی تله تون کانادا در تاریخ ۸ ژوئیه ۲۰۰۷ به نمایش اختصاصی این برنامه پرداخت. این مجموعه توسط سازندگان ۶ نوجوان، یکی دیگر از برنامه‌های پرطرفدار شبکه تله تون ساخته شده‌است.
این سومین برنامه ایست که برای رده سنی PG-D از شبکه کارتون نتورک و تونامی به غیر از مجموعه آدولت سوییم (شنای بزرگسالان) تا به‌حال پخش شده و بخش‌هایی از اپیزودهای این سریال کارتونی در کانادا سانسور یا کلمات آن عوض شد تا کارتون برای بچه‌های کوچک هم قابل مشاهده باشد اما کارتون نت ورک سانسورهای زیادی بر روی ان انجام داد تا انیمیشن خیلی کودکانه تر باشد. در نسخهٔ فارسی نیز این انیمیشن مانند نسخهٔ کانادایی یا همان اصلی پخش گردید و مانند خود کانادا سانسور شده بود گروه سنی مناسب برای نسخه فارسی افراد ۹ سال به بالا می‌باشد
این انیمیشن سریالی دارای ۶ فصل می‌باشد که قرار است فصلهای دیگر نیز در سال ۲۰۱۷ به این مجموعه اضافه گردد.
در فوریه سال ۲۰۲۱ بعد از ۱۳ سال فرش تیوی و کارتون نتورک خبر ساخته شدن فصل جدید از این انیمیشن رو تأیید کردند.

## خلاصه داستان

طرح اصلی از جزیره که در فصل‌های بعدی جز فصل‌های ۴٬۵ تصاویر دیگری جای ان را گرفته‌اند

در این برنام، گروه هایی متشکل از چند کاراکتر با مشخصات و صفات متفاوت در یک جزیره جمع شده اند و به صورت مرحله‌ای، هر ۳ روز مسابقاتی را انجام می‌دهند. گروه بازنده باید یکی از یاران خود را بر اساس آراء خود حذف کنند و فردی که حذف می شود، باید با قایق به سرزمین خود بازگردد. در هر کدام از این مسابقات که معمولاً یک روز کامل به طول می‌انجامد کار گروهی محور اصلی بوده و عموماً شخصی که کمتر با گروه همکاری می‌کند شانس کمتری برای ادامهٔ بازی دارد و…

## قسمت‌ها
جزیرهٔ ارزوها یک مجموعه تلویزیونی انیمیشن کانادایی است که در تاریخ ۸ ژوئیه ۲۰۰۷ در کانال تله‌تون به نمایش درآمد. این فصل دارای ۲۶ قسمت، هر دوره ۲۲ دقیقه و دو قسمت ویژه است.
| فصل | قسمت | کشور     | شبکه                | تاریخ پخش اولین قسمت | تاریخ پخش آخرین قسمت |
| --- | ---- | -------- | ------------------- | -------------------- | -------------------- |
| ۱   | 27   | کانادا   | تله تون             | ۸ ژوئیه ،۲۰۰۷        | ۲۹نوامبر، ۲۰۰۸       |
| ۱   | 27   | آمریکا   | کارتون نتورک        | ۵ ژوئن، ۲۰۰۸         | ۱۸دسامبر، ۲۰۰۸       |
| ۱   | 27   | بریتانیا | جتیکس، دیزنی اکس دی | ۱ آوریل، ۲۰۰۹        | ۶ مه ،۲۰۰۹           |

## پخش بین‌المللی
| کشور                | نام کانال                   | کانال دوم                  |
| ------------------- | --------------------------- | -------------------------- |
| کانادا              | تله تون                     | تله تون مونترال            |
| ایالات متحده آمریکا | Cartoon Network             |                            |
| فرانسه              | Télétoon                    |                            |
| ایران               | Gem Junior                  |                            |
| برزیل               | Cartoon Network             | Boomerang                  |
| مکزیک               | Cartoon Network, Boomerang  |                            |
| ونزوئلا             | Cartoon Network, Boomerang  | Televen, Venevisión        |
| اکوادور             | Cartoon Network, Boomerang  |                            |
| پرو                 | Cartoon Network, Boomerang  |                            |
| آرژانتین            | Cartoon Network, Boomerang  |                            |
| شیلی                | Cartoon Network, Boomerang  |                            |
| کلمبیا              | Cartoon Network, Boomerang  | RCN Televisión             |
| کاستریکا            | Cartoon Network             |                            |
| لهستان              | Cartoon Network             |                            |
| مجارستان            | Cartoon Network             |                            |
| رومانی              | Cartoon Network             |                            |
| نروژ                | Cartoon Network اسکاندیناوی |                            |
| سوئد                | Cartoon Network اسکاندیناوی |                            |
| دانمارک             | Cartoon Network اسکاندیناوی |                            |
| انگلیس              | Disney XD                   |                            |
| ایرلند              | Disney XD                   |                            |
| هلند                | Disney XD                   | Cartoon network (هلند)     |
| ژاپن                | Disney XD بدون دوبله        | Cartoon Network بدون دوبله |
| استرالیا            | ABC1 , ABC3                 |                            |
| نیوزلند             | C4 (TV channel)             |                            |
| اسپانیا             | Disney XD spain             |                            |
| کاتالونیا           | Disney XD spain             | Super3                     |
| عربستان سعودی       | Cartoon Network Arabia      |                            |
| امارات متحده عربی   | Cartoon Network Arabia      |                            |
| روسیه               | Cartoon Network             | 2x2                        |
| بلغارستان           | Diema 2                     | Cartoon Network            |
| ایتالیا             | K2                          | K2                         |
| قزاقستان            | Cartoon Network             |                            |
| آلمان               | Super RTL                   |                            |
| اوکراین             | Cartoon Network             |                            |
| ترکیه               | Cartoon Network (Türkiye)   | Cartoon Network (Türkiye)  |
| اسرائیل             | Arutz ha yeladim            | Arutz ha yeladim           |
| پرتغال              | Panda Biggs                 | RTP2                       |
| تایوان              | CartoonNetwork Taiwan       |                            |
| چین                 | CartoonNetwork Taiwan       |                            |

## صداپیشگان
| شخصیت      | صداپیشگان اصلی (انگلیسی) کانادا | صداپیشگان فارسی                                        |
| ---------- | ------------------------------- | ------------------------------------------------------ |
| کریس مکلین | کریستین پوتنزا                  | مهیار ستاری (فصل اول تا سوم) و رهام آفتابی (فصل چهارم) |
| سرآشپز     | Clé Bennett                     | علی منافی                                              |
| بت         | سارا گدون                       |                                                        |
| بریجیت     | کریستین فایرلی                  |                                                        |
| کودی       | پیتر اولدرینگ                   | رهام آفتابی                                            |
| کورتنی     | Emilie-Claire Barlow            |                                                        |
| دی جی      | Clé Bennett                     | محمد هراتیان                                           |
| دانکن      | درو نلسون                       | علی مرادی                                              |
| ایوا       | جولیا چانتری                    |                                                        |
| ایزی کل    | پیتر اولدرینگ                   |                                                        |
| جف         | Dan Petronijevic                |                                                        |
| گوئن       | مگان فلنباک                     | ماریا کریمی                                            |
| هارولد     | برایان فراود                    | علیرضا سروش                                            |
| هدر        | رایچل ویلسون                    | مونا کریمیان                                           |
| ایزی       | کتی کرون                        | ماریا کریمی                                            |
| جاستین     | آدام رید                        | علی منافی                                              |
| کتی        | استفان انه میلس                 | هانی مبارکی                                            |
| لشونا      | نوی ادواردز                     | مونا کریمیان                                           |
| لینزی      | استفانی انه میلس                |                                                        |
| نوا        | کارتر هایدن                     | رهام آفتابی                                            |
| اون        | اسکات مک کورد                   |                                                        |
| ترنت       | اسکات مک کورد                   |                                                        |
| تایلر      | پیتر اولدرینگ                   |                                                        |
| سیدی       | لاورن لیپسون                    |                                                        |
| الهاندرو   | مارکو گراتزینی                  | رهام آفتابی                                            |